# Zuppa gallurese
La zuppa gallurese o suppa cuata, è un piatto tipico della Gallura - subregione storica e geografica del nord Sardegna - ma è diffusa anche in altre zone dell'isola.

Si prepara predisponendo in una teglia vari strati di pane raffermo che viene inumidito con brodo di carne di ovino - eventualmente insaporito con carne di bovino - e arricchito con formaggio vaccino grattugiato, in scaglie, oppure fatto a fette e disposto fra gli strati di pane. A discrezione può essere usato del pecorino stagionato. Possono essere aggiunti vari odori quali menta, prezzemolo, cannella, noce moscata, e altre erbette aromatiche. La cottura avviene in forno.

È possibile gustare questo piatto in varie interpretazioni locali compresa le varianti nelle quali al posto del pane raffermo si utilizzano la "spianata" o il pane carasau. 

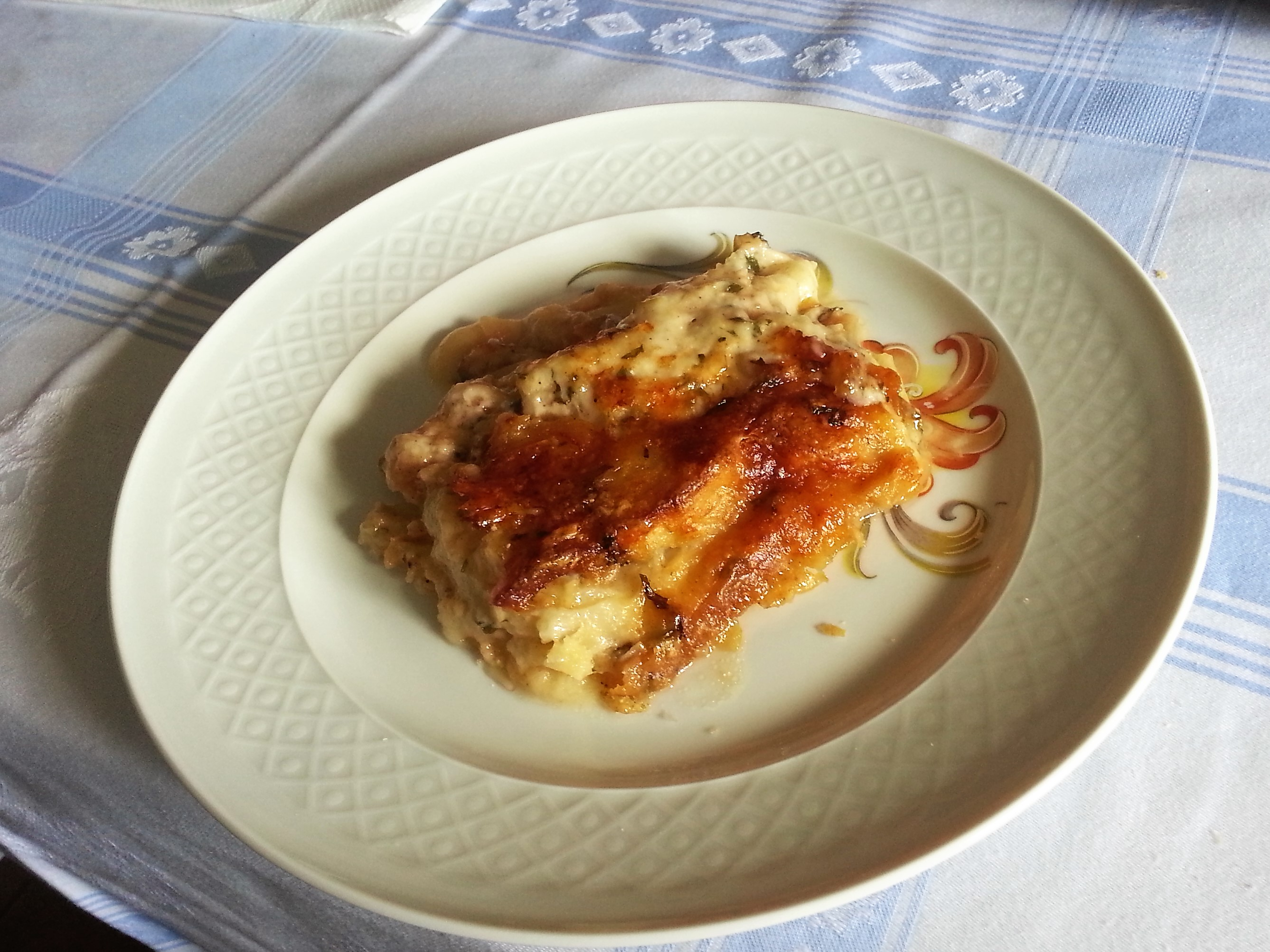

Nonostante in passato fosse definito "piatto dei poveri" per la semplicità degli ingredienti, è il piatto principe delle tavole dei galluresi, sia per le classi agiate che per quelle meno abbienti e infatti è da sempre considerato il "primo" per antonomasia in occasioni importanti come le festività principali e soprattutto "a li coi", i pranzi nuziali della Gallura.